# Dendroaspis jamesoni
Il mamba di Jameson (Dendroaspis jamesoni (Traill, 1843)), è una specie di elapide appartenente al genere Dendroaspis , di abitudini prevalentemente arboricole, è riscontrabile in Africa equatoriale.

## Descrizione

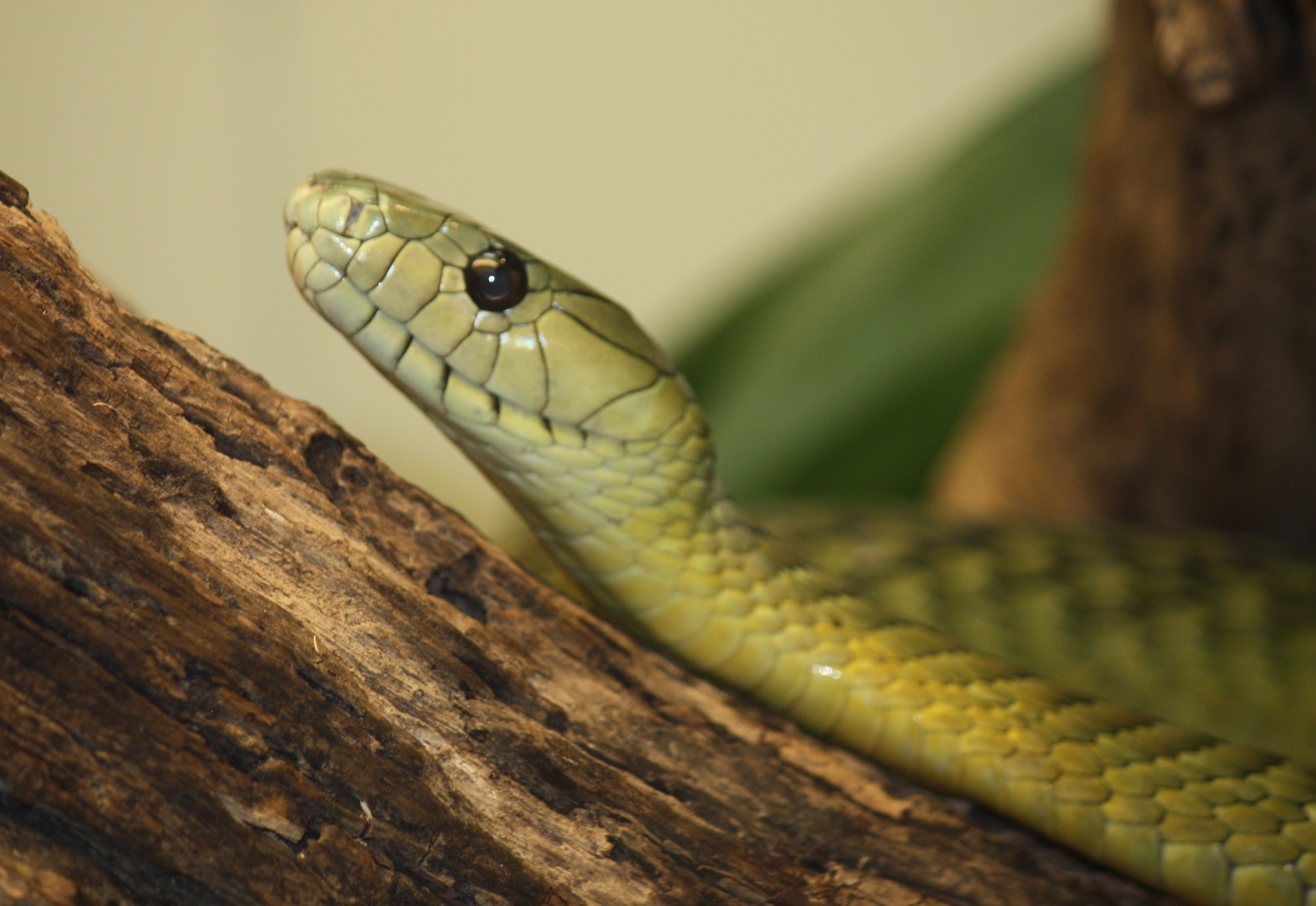
Particolare della testa.

È un elapide lungo e snello, che supera i 2,5 m di lunghezza; di aspetto simile al mamba verde occidentale, presenta una colorazione verde spenta sul dorso e più chiara nella parte ventrale fino ad arrivare a tonalità giallastre nell'area golare, generalmente le squame sono contornate di nero. La testa ha una forma stretta e allungata, mentre la pupilla è rotonda. La sottospecie orientale D. j. kaimosae presenta la coda nera, mentre nella sottospecie nominale è giallastra o verde chiaro.

## Biologia
Questa specie è quasi esclusivamente arboricola, si ciba prevalentemente di uccelli, ma anche di piccoli mammiferi e altri rettili. È a sua volta predata da rapaci come l'aquila marziale, il falco giocoliere e l'aquila serpentaria del Congo.

## Distribuzione e habitat
Questa specie è diffusa in gran parte dell'Africa equatoriale, dall'Angola al Sudan del Sud e dal Ghana al Kenya occidentale. Predilige foreste pluviali e savane alberate fino ai 2200 m di altitudine; risulta essere particolarmente adattabile, abitando anche aree pesantemente antropizzate come piantagioni e parchi cittadini.